# جورج أيريس ليفيت
جورج أيريس ليفيت (بالإنجليزية: George Ayres Leavitt)‏ هو ناشر أمريكي، ولد في 13 مايو 1822 في نيويورك في الولايات المتحدة، وتوفي في 18 ديسمبر 1888.